# سیارک ۹۴۲۶
سیارک ۹۴۲۶ (به انگلیسی: 9426 Aliante، نامگذاری:1996CO7) نه هزار و چهارصد و بیست و ششمین سیارک کشف شده‌است که در ۱۴ فوریه ۱۹۹۶ کشف شد.
قدر مطلق سیارک برابر ۱۳٫۴۰ است.